# CSM București (vrouwenhandbal)
Clubul Sportiv Municipal Bucureşti, ook bekend als CSM Bucureşti, CSM of CSM Bucharest, is een dameshandbalteam gevestigd in de Roemeense hoofdstad Boekarest, dat deelneemt aan de Liga Naţională en de EHF Champions League.
De club is opgericht in 2007, en draagt sinds de oprichting traditioneel een blauw tenue. Het team speelt z'n thuiswedstrijden in de Sala Polivalentă met een capaciteit van 5.300 personen in het Tineretului-park in het zuiden van Boekarest.
CSM Bucureşti vestigde zich eind 2010 als een belangrijke speler in zowel Roemeens als Europees handbal, won de EHF Champions League in zijn debuutseizoen en bereikte driemaal op rij de Final Four. Dit succes werd herhaald in de competitie, waar de club vier keer op rij won.
De officiële CSM-mascotte is een "tijger". CSM Boekarest is een van de meest gesteunde handbalclubs in Roemenië.

## Geschiedenis

### Vroege jaren
CSM Bucureşti werd in 2007 opgericht door de Algemene Raad van Boekarest, als onderdeel van het programma om handbal te promoten bij de hoofdstad van de hoofdstad.  De ploeg speelde twee seizoenen in de tweede divisie van Roemenië zonder noemenswaardige resultaten. Aan het einde van het seizoen 2008-2009 ondervond Rapid Bucureşti financiële problemen en elf van hun spelers, samen met coach Vasile Mărgulescu, verhuisden naar CSM. De club profiteerde van de ervaring van verschillende nieuwe spelers en won al zijn Divizia A-wedstrijden en promoveerde naar de Liga Națională. 
Sinds 2010 was CSM Boekarest een constante aanwezigheid van de Liga Națională en eindigde als derde in hun debuutseizoen, na Oltchim Vâlcea en Universitatea Cluj-Napoca. Het team maakte Europees debuut in het seizoen 2011-2012 van de EHF Cup, waar ze de Ronde van 16 bereikten, maar ze werden uiteindelijk verslagen door de Roemeense HC Zalău. In de volgende twee seizoenen speelden ze in de Liga Națională zonder noemenswaardige resultaten.

### Eerste nationale titel (2015)
Mărgulescu werd ontslagen na een slechte start in 2014 en vervangen door Mette Klit.  Het ambitieuze bestuur wilde volgend seizoen de Liga Națională winnen en wilde zelfs een bedreiging worden voor het winnen van de Champions League.  In het voorjaar van 2014 werden vier Braziliaanse winnaars van het Wereldkampioenschap (Mayssa Pessoa, Ana Paula Rodrigues, Deonise Cavaleiro en Fernanda da Silva), plus de sterren van het Europees Kampioenschap 2014, Carmen Martín en Linnea Torstenson, gecontracteerd.  Een sterke ploeg was gevuld met lokaal talent, waaronder Oana Manea, Iulia Curea of Talida Tolnai. 
De club organiseerde in het voorseizoen de eerste editie van de Bucharest Trophy.De gastheren pakten het thuisvoordeel om de finale tegen Champions League Runners-Up ŽRK Budućnost te winnen. 
De tijgerinnen wonnen hun eerste acht wedstrijden van het seizoen  voordat ze verloren van titelrivalen HCM Baia Mare.  Maar in het tweede deel van het seizoen nam CSM wraak op Baia Mare met 29-23 overwinning in Boekarest. Ze verzekerden zich van een plek in de play-offs en een tweede plaats in het reguliere seizoen. Uiteindelijk wonnen ze 6 opeenvolgende wedstrijden en verdienden ze een gouden medaille. CSM Bucureşti versloeg HCM Baia Mare in beide wedstrijden van de finale van de Championship Play Off. Eerder versloegen ze HC Dunărea Brăila en Corona Braşov. 

### EHF Champions League triomf en overheersing in Roemenië (2016–)
Door het winnen van de nationale titel kwalificeerde CSM zich automatisch voor de groepen van de 2015-16 EHF Champions League- editie.  Nogmaals, de club maakt nog een aantal toptransfers, waaronder Isabelle Gulldén,  Roemeense legende Aurelia Brădeanu en het Deense duo Line Jørgensen en Maria Fisker. 
Tussen 20 en 23 augustus organiseerde Boekarest in het voorseizoen het tweede Boekarest Trophy-evenement en pakte een tweede opeenvolgende titel door Corona Braşov, ŽRK Vardar en ŽRK Budućnost in de finale te verslaan. In september 2015 werd Mette Klit vervangen in CSM, haar Deense collega Kim Rasmussen nam het over.
Onder Rasmussen behaalden The Tigresses een mijlpaal van 25 opeenvolgende competitieoverwinningen. Een tweede kampioenschap werd gewonnen in april 2016. In 2016 won CSM de Treble en won alle Roemeense prijzen, waaronder de Cup en de Supercup (beide tegen HCM Roman). 
CSM Bucureşti maakte in de groepsfase zijn debuut in de Champions League door te spelen tegen ŽRK Budućnost, IK Sävehof en SPR Lublin SSA. Vier overwinningen op de tegenstanders uit Zweden en Polen, evenals het gelijkspel van Montenegro, zorgden voor de tweede plaats. In de hoofdronde werd CSM geplaagd door blessures. Győri Audi ETO KC en ŽRK Vardar versloegen CSM, maar het team bereikte de knock-outfase waarin de Roemeense ploeg in de kwartfinale tweemaal ongeslagen Rostov-Don versloeg. 
Op het finale toernooi in mei 2016 plaatste CSM Bucureşti zich voor de eerste keer voor de finale na een 27-21 overwinning op ŽRK Vardar in de halve finale. Op 8 mei won CSM Bucureşti de titel door in de finale Győri Audi ETO KC te verslaan na een bloedstollende penaltyreeks. Spelmaker Isabelle Gulldén scoorde 15 doelpunten voor CSM en eindigde als topscorer van Europa, terwijl Aurelia Brădeanu de laatste treffer scoorde.  Keeper Jelena Grubišić werd uitgeroepen tot Finals MVP.  Het  was voor het eerst in 52 jaar dat een Roemeneense ploeg een europese prijs won.